# جوسيف فاغنر (دراج)
جوسيف فاغنر هو دراج سويسري، ولد في 23 أبريل 1916 في زيورخ في سويسرا، وتوفي في 25 سبتمبر 2003 في باد راكاز في سويسرا.

## وصلات خارجية
- جوسيف فاغنر على موقع أرشيف الدراجات (الإنجليزية)
- جوسيف فاغنر على موقع إحصائيات الدراجات الإحترافية (الإنجليزية)